# Cratere Langemak
Langemak è un grande cratere lunare di 104,76 km situato nella parte sud-occidentale della faccia nascosta della Luna.
Il cratere è dedicato allo scienziato sovietico Georgij Ėrichovič Langemak.

## Crateri correlati
Alcuni crateri minori situati in prossimità di Langemak sono convenzionalmente identificati, sulle mappe lunari, attraverso una lettera associata al nome.
| Langemak | Coordinate             | Diametro (in km) |
| -------- | ---------------------- | ---------------- |
| N        | 13°11′24″S 119°07′12″E | 137,93           |
| X        | 6°52′48″S 117°54′00″E  | 52,2             |
| Z        | 5°52′48″S 119°34′48″E  | 30,58            |